# Horbacher Moor
Das Horbacher Moor ist ein Hochmoor im Südschwarzwald zwischen St. Blasien und Dachsberg bei Horbach im Landkreis Waldshut.

## Geschichte
Es ist seit 1939 ein Naturschutzgebiet. Um das Moor führt ein Naturlehrpfad. Das Horbacher Moor gehört vegetationskundlich und floristisch zu den wertvollsten Hochmooren im Hotzenwald. Mit seiner ovalrunden Form und gleichmäßig uhrglasförmigen Aufwölbung stellt es ein typisches Schwarzwaldhochmoor dar. Das Horbacher Moor ist ein späteiszeitliches Relikt in Folge des Rückzugs des Feldberg-Gletschers vom Dachsberg. 1973 initiierte Dieter Knoch den Naturlehrpfad "Rund um das Horbacher Moor".